# Chinomics
La revue Chinomics est spécialisée sur l'économie chinoise. Une fois par mois, elle étudie l'impact de la république populaire de Chine sur l'économie mondiale. Chaque numéro est consacré à une problématique économique donnée (thème macro-économique, secteur d'activité...). Elle existe en version papier et en version numérique.

## Rubriques
- Revue de presse : une sélection d'articles tirés de la presse chinoise et de la presse occidentale sur le thème économique du numéro
- Point de vue : une synthèse des principales problématiques et des analyses quantitatives
- Eléments factuels : des documents complémentaires, indispensables à une bonne compréhension des enjeux.

## Derniers numéros parus
- Le riz en Chine (n°15)
- Les livres en Chine (n°14)
- Le 12e Plan Quinquennal chinois (n°13)
- L'épargne chinoise (n°12)
- Les universités chinoises (n°11)
- Les transports terrestres en Chine (n°10)
- Internet en Chine (n°8-9)

## Lecteurs
La revue Chinomics s'adresse aux lecteurs qui souhaitent mieux comprendre l'économie chinoise et ses enjeux